# 訶梨跋摩四世
诃梨跋摩四世（？—1139年，梵文名，Harivarman V），占婆（占城）12世紀初国王。
《宋史》记载他名为杨卜麻叠。诃梨跋摩四世為闍耶因陀羅跋摩二世的侄子，約1113年即位，在位時，占婆对越南遣使不绝（1117年、1118年、1120年、1124年、1126年），1126年，李仁宗设宴招待占婆使节。北宋政和年間，宋徽宗授杨卜麻叠金紫光禄大夫，领廉州、白州刺史。杨卜麻叠言身縻化外，不沾禄食，愿得薄授奉给，壮观小国。1119年，杨卜麻叠进检校司空兼御史大夫、怀远军节度、琳州管内观察处置使，封占城国王。1129年，杨卜麻叠遣使入贡，遇郊恩，宋高宗制授检校太傅，加食邑。1132年七月，占婆与真腊联合，进攻越南李朝乂安州，李神宗随即派太尉杨英珥击破两国联军。